# Terminalia kangeanensis
Terminalia kangeanensis är en tvåhjärtbladig växtart som beskrevs av Van Slooten. Terminalia kangeanensis ingår i släktet Terminalia och familjen Combretaceae. Inga underarter finns listade i Catalogue of Life.